# Haplohymenium triste
Haplohymenium triste là một loài Rêu trong họ Thuidiaceae. Loài này được (Ces.) Kindb. mô tả khoa học đầu tiên năm 1899.